# Eskil Eckert-Lundin
Eskil Eckert-Lundin, född Eskil Stefan Anton Eckert Lundin 24 juni 1906 i Helsingborg, död 13 mars 1974 i Stockholm, var en svensk kapellmästare, kompositör, arrangör, musiker, impressario och musikadministratör.
Eckert-Lundin startade sin första orkester 1924 och ledde dessutom flera olika revyorkestrar. Han var anställd som musikchef vid AB Svensk Filmindustri 1946–1953 och kapellmästare och chef för Chinateatern 1948–1965. Vid sidan av dessa arbeten var han ordförande i Svenska musikerförbundet 1941–1948 samt redaktör för tidningen Musikern.
Han är begravd på Brännkyrka kyrkogård.

## Filmmusik i urval
- 1938 – Sigge Nilsson och jag
- 1939 – Hennes lilla Majestät
- 1939 – Oss baroner emellan
- 1940 – Vi tre
- 1940 – Swing it, magistern!
- 1940 – Familjen Björck
- 1940 – Hjältar i gult och blått
- 1943 – En melodi om våren
- 1946 – Driver dagg faller regn
- 1947 – Stackars lilla Sven
- 1947 – Tappa inte sugen
- 1947 – Konsten att älska
- 1949 – Kärleken segrar
- 1951 – Skeppare i blåsväder
- 1951 – Tull-Bom
- 1952 – Säg det med blommor
- 1952 – Blondie, Biffen och Bananen
- 1953 – Sommaren med Monika
- 1955 – Stampen

## Teater

### Roller
| År   | Roll    | Produktion         | Regi            | Teater      |
| ---- | ------- | ------------------ | --------------- | ----------- |
| 1939 | Jacques | Christian Yvan Noé | Martha Lundholm | Vasateatern |